# Lesukita
La lesukita és un mineral de la classe dels halurs, desacreditat per l'IMA l'any 2019. Rep el seu nom de Grigorii Ivanovich Lesuke (1935–1995), treballador tècnic del departament de cristal·lografia de la Universitat de Sant Petersburg, Rússia.

## Característiques
La lesukita és un halur de fórmula química Al₅(H₂O)₃(OH)₁₂·n(Cl,H₂O), idèntic a la cadwaladerita, motiu pel qual va ser desacreditat com a espècie vàlida l'any 2019. Cristal·litza en el sistema isomètric.
Va ser descoberta a la fractura principal del volcà Tolbàtxik, a l'óblast de Kamtxatka (Districte Federal de l'Extrem Orient, Rússia).